# Wanda
Wanda  è un nome proprio di persona italiano femminile.

## Varianti
- Femminili: Vanda[2][3][4]
  - Alterati: Wandina[2], Vandina[2]
- Maschili: Wando[2], Vando[2]
  - Alterati: Vandino[2]

### Varianti in altre lingue
- Catalano: Wanda[5]
- Ceco: Vanda[4]
- Francese: Wanda[4]
- Inglese: Wanda[4][6], Vanda[6], Vonda[4][6]
- Lettone: Vanda[4]
- Lituano: Vanda[4]
- Polacco: Wanda[4]
- Portoghese: Vanda[4]
- Slovacco: Vanda[4]
- Spagnolo: Wanda[5]
- Tedesco: Wanda[4]
- Ungherese: Vanda[4]

## Origine e diffusione

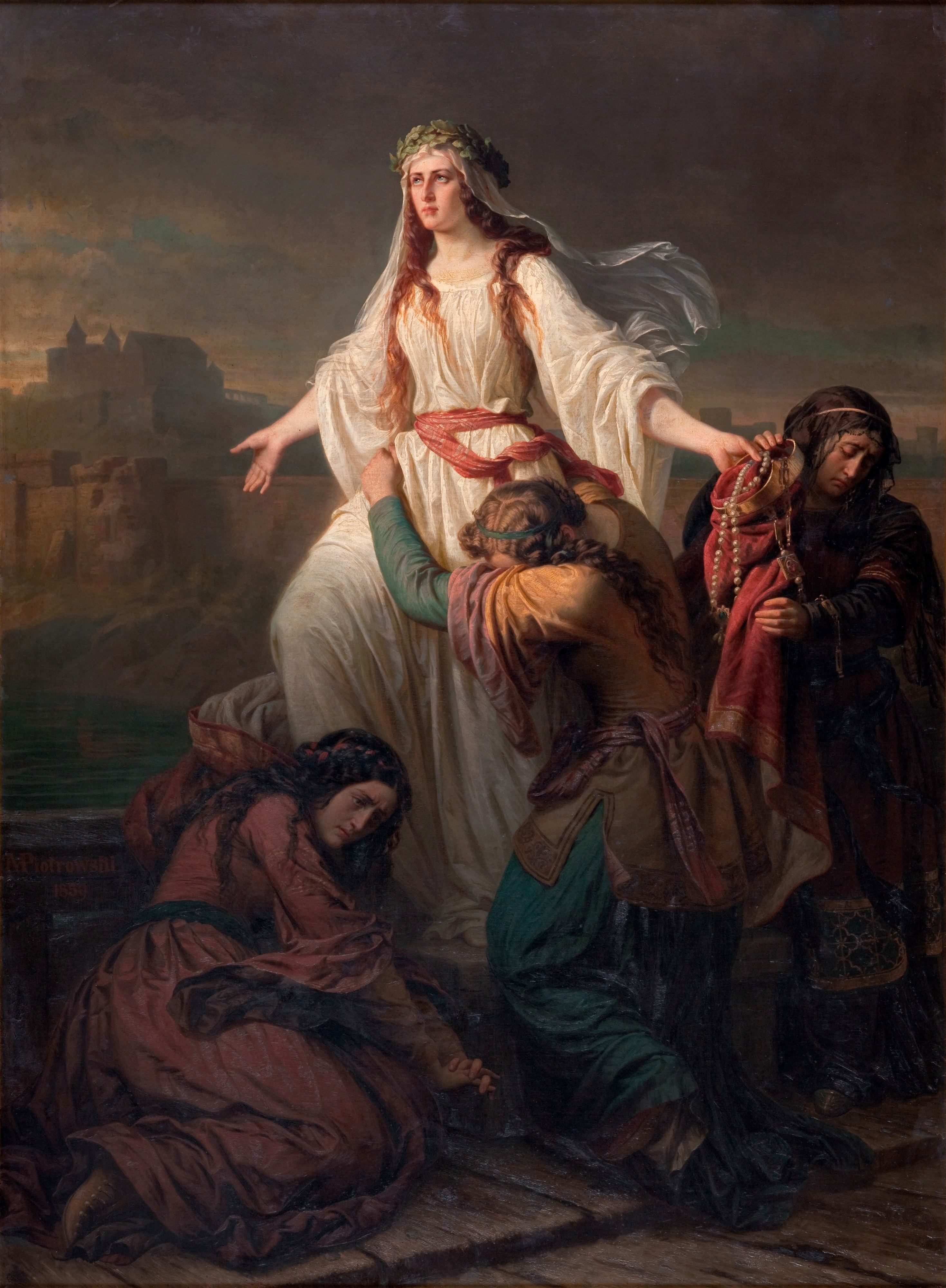
La morte di Wanda, di Maksymilian Piotrowski

La prima attestazione del nome risale al Cronicum polonorum dell'inizio del Duecento, una narrazione del tutto fantasiosa della storia della Polonia, compilata dal monaco cistercense Vincenzo Kadłubek; tra i vari personaggi inventati dal religioso figura anche Wanda, la figlia dell'altrettanto leggendario re Krakus, che si sarebbe uccisa gettandosi nella Vistola per sfuggire a un matrimonio indesiderato. Non si sa con certezza da dove Kadłubek abbia preso questo nome, ma è opinione comune fra gli studiosi che egli si sia ispirato a quello della tribù germanica dei Vandali (i quali, secondo il Cronicum polonorum, si sarebbero stanziati proprio in Polonia, anche se questo non è vero). L'origine del nome dei Vandali è a sua volta ignota: sono stati proposti collegamenti con vari vocaboli tedeschi come winden ("torcere"), wenden ("volgere") o wandeln ("migrare"), ma è più plausibile che abbia origini pre-germaniche, e sia connesso con quello di altri antichi popoli come i Venedi.
La figura della principessa Wanda assunse col tempo fattezze simili a quelle di una ninfa acquatica, anche grazie all'accostamento popolare con il termine lituano wanduo ("acqua"), e la sua leggenda divenne molto celebre tra i polacchi, in particolare a partire dal XVIII secolo; questo portò ad una buona diffusione del nome che, per emigrazione, venne introdotto anche nel resto d'Europa. Giunse in tal modo anche in Italia, principalmente tramite l'Austria, a cavallo tra Settecento e Ottocento, rafforzandosi poi nella prima metà del Novecento grazie alla fama dell'attice Wanda Osiris. Negli anni settanta se ne contavano quasi centomila occorrenze, di cui un quarto della forma "Vanda", più altre diecimila circa del maschile "Vando"; era più diffuso al Nord e al Centro, specie in Toscana ed Emilia-Romagna.
Nei paesi anglofoni venne introdotto dalla scrittrice Ouida, che lo usò per il personaggio del suo romanzo Wanda del 1883; è diffuso anche nelle forme Vanda, popolarizzata nel tardo Novecento dall'omonima opera di Dvořák del 1876, e Vonda, che riflette la pronuncia polacca del nome.

## Onomastico
Non esistono sante di nome Wanda, che quindi è un nome adespota, e l'onomastico ricadrebbe eventualmente il 1º novembre, giorno di Ognissanti. Esiste un san Wando, abate di Fontenelle nell'VIII secolo, commemorato il 17 aprile, a cui spesso si ricorre per l'onomastico in assenza di una santa Wanda; va però considerato che questo santo venne annoverato dai Bollandisti tra i praetermissi, ovvero i presunti santi di cui non risulta un culto pubblico, e comunque il suo nome ha ben poco a che vedere con l'etimologia di Wanda sopra descritta.

## Persone
- Wanda Benedetti, attrice italiana

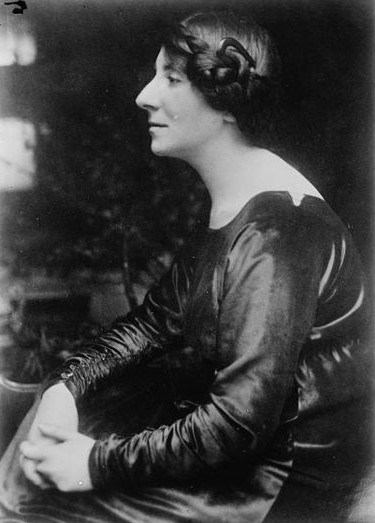
Wanda Landowska

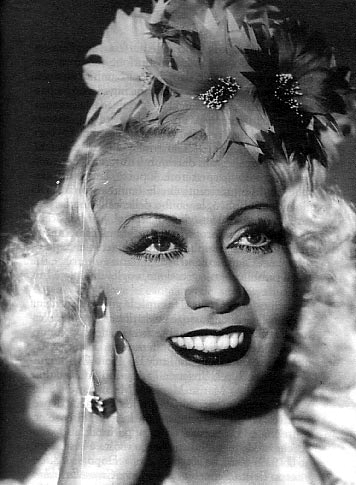
Wanda Osiris

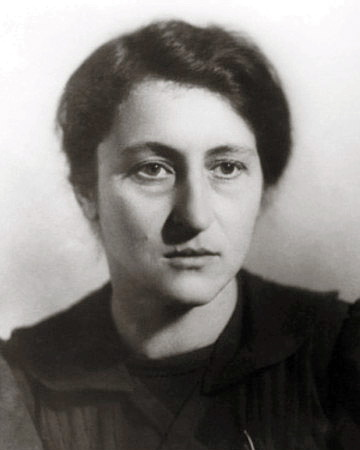
Wanda Wasilewska

- Wanda Bontà, scrittrice e giornalista italiana
- Wanda Capodaglio, attrice italiana
- Wanda Ferro, politica italiana
- Wanda Hawley, attrice statunitense
- Wanda Jackson, cantante e chitarrista statunitense
- Wanda Krahelska-Filipowicz, attivista polacca
- Wanda Landowska, clavicembalista polacca
- Wanda Marasco, scrittrice, attrice, regista e insegnante italiana
- Wanda Nara, showgirl e procuratrice sportiva argentina
- Wanda Osiris, attrice, cantante e soubrette italiana
- Wanda Półtawska, psichiatra, attivista e accademica polacca
- Wanda Sykes, sceneggiatrice, comica, attrice e doppiatrice statunitense
- Wanda Tettoni, attrice e doppiatrice italiana
- Wanda Vázquez Garced, politica portoricana
- Wanda Wasilewska, scrittrice polacca
- Wanda Wesolowska, aracnologa polacca
- Wanda Wiłkomirska, violinista e insegnante polacca

### Variante Vanda
- Vanda Biffani, fotografa italiana
- Vanda Hădărean, preparatrice atletica, culturista e ginnasta rumena
- Vanda Radicchi, cantante italiana

### Variante Vonda
- Vonda McIntyre, scrittrice statunitense
- Vonda Shepard, compositrice e cantante statunitense
- Vonda Kay Van Dyke, modella statunitense

### Varianti maschili
- Vando Freddi, allenatore di calcio e calciatore italiano
- Wando Persia, allenatore di calcio e calciatore italiano

## Il nome nelle arti
- Wanda è la protagonista del libello satirico Addio, Wanda!, scritto da Indro Montanelli (1956).
- Wanda Cavalli è la protagonista femminile del film del 1952 Lo sceicco bianco, diretto da Federico Fellini.
- Wanda Fairywinkle è un personaggio della serie animata Due fantagenitori.
- Wanda Gershwitz è un personaggio del film del 1988 Un pesce di nome Wanda, diretto da Charles Crichton.
- Wanda Maximoff, più nota come Scarlet, è un personaggio dei fumetti Marvel Comics.
- Wanda Seldon è un personaggio della serie di libri di fantascienza del Ciclo della Fondazione, scritto da Isaac Asimov.
- Wanda Sordi è un personaggio della sit-com Camera Café.

## Toponimi
- 1057 Wanda è un asteroide della fascia principale, che prende il nome dalla scrittrice polacca Wanda Wasilewska.
- Villa Wanda, presso Arezzo, fu la residenza di Licio Gelli, così chiamata in onore di sua moglie Wanda Vannacci.